# Kleine fuutkoet
De kleine fuutkoet (Heliornis fulica) is een vogel uit de familie van de fuutkoeten (Heliornithidae). Het is de enige soort van het geslacht Heliornis.

## Kenmerken
De kleine fuutkoet is een kleine, slanke watervogel, ongeveer 30 cm lang en met een massa van 130 g. Hij is vooral bruin, met een lange nek, zwartachtig staart en een lange rode snavel. Op de bovenkant van de kop en op de hals is een opvallend patroon van zwarte en witte strepen te zien. De poten zijn geel-zwart gestreept. De seksen kunnen onderscheiden worden door de kleur van de wangen, rossig bij de vrouwtjes en wit bij de mannetjes.

## Verspreiding en status
De kleine fuutkoet komt voor in Midden- en Zuid-Amerika, van Zuid-Mexico tot Noordoost-Argentinië en Zuid-Brazilië.
De grootte van de populatie werd in 2008 ruw geschat tussen de 0,5 en 5 miljoen individuen. Over trends is niets bekend. De vogel staat als niet bedreigd op de Rode Lijst van de IUCN.

## Gedrag
De kleine fuutkoet is een schuwe vogel die vooral voorkomt in langzaam stromende beekjes in moerasachtig gebied. Hij is een goede duiker, maar vliegt slechts zelden. Zijn voedsel bestaat uit allerlei waterdieren en -planten.

## Voortplanting
De vogel bouwt zijn nest uit twijgjes in een lage struik boven het water. Daarin wordt een legsel van drie of vier eieren gelegd, die in elf dagen worden uitgebroed. Als de jongen uit de eieren komen zijn ze nog naakt en blind. Het mannetje bezit onder elke vleugel een speciale zak waarin hij de hulpeloze jongen kan vervoeren, twee per vleugel. Deze unieke eigenschap werd al in de eerste helft van de negentiende eeuw ontdekt door de Duitse onderzoeker Maximilian zu Wied-Neuwied, maar pas in de jaren 70 van de twintigste eeuw bevestigd.